# Second Souffle (album de Sat l'Artificier)
Pour les articles homonymes, voir Second souffle.
Albums de Sat l'Artificier
Dans mon Monde
(2002) Diaspora
(2010)
Singles
Second Souffle est le deuxième album solo de Sat l'Artificier, sorti en 11 février 2008. 
Dans cet album, Sat se lâche, il y exprime des choses qu'il n'avait jusqu'alors jamais eu le courage de dire, comme il le dira lui-même. Il y aborde différents sujets, comme les dérives du monde dans "Un autre monde", il y évoque aussi beaucoup son passé, comme dans "Au bon vieux temps", "Que sont-ils devenus?" ou "A ma mère", morceau dédié à sa mère, comme son nom l'indique. Dans "Une voix me dit", il évoque les tentations et obligations pour vivre. "Marseille City" est un hommage à sa ville natale. "M'aimeras-tu" est une lettre ouverte à sa femme, il y dévoile ses craintes d'un avenir sans succès, d'un retour à l'anonymat. Le titre qui clos l'album, "A force de vivre", évoque la dure réalité de la vie, l'un des thèmes de prédilection de Sat. Cet album, d'une très grande qualité instrumentale et très varié dans ses thèmes, n'a malheureusement pas bénéficié d'une promotion à la hauteur, aucun single n'ayant, par exemple, été diffusé sur Skyrock.

## Second Souffle
1. Sang d'encre
2. Il était une fois...
3. Marseille city
4. Une voix me dit (Fais-le)
5. Un autre monde feat. Shareefa
6. Au bon vieux temps feat. Stefan Filey
7. Interlude (Que sont-ils devenus ?)
8. Que sont-ils devenus ?
9. L'abécédaire
10. Dans le game feat. Gen Renard
11. Second souffle
12. Le show continue
13. Le cauchemar de la France
14. A ma mère
15. Noir c'est noir feat. Gino et R.E.D.K
16. M'aimeras tu feat. Evaanz
17. A force de vivre